# ألبرت بيك
ألبرت بيك (بالإنجليزية: Ebenezer Peck)‏ هو قاضي وسياسي أمريكي، ولد في 22 مايو 1805، وتوفي في 25 مايو 1881. حزبياً، نشط في الحزب الجمهوري والحزب الديمقراطي. وقد انتخب عضو مجلس نواب إلينوي.